# Ferrocarril al Atlántico (Costa Rica)
El Ferrocarril al Atlántico fue una línea de ferrocarril de carga y pasajeros que comunicaba la capital costarricense de San José con el puerto marítimo de Limón en el Caribe costarricense. Desde el 2005 la infraestructura y derecho de vía de esta antigua línea ubicada dentro de la Gran Área Metropolitana se utiliza para el tren urbano de pasajeros denominado Tren Interurbano. Una pequeña operación industrial se desarrolla en Limón para el transporte de acero usando éstas vías.

## Historia
Luego de la independencia en 1821, ante la ausencia de un puerto en el Caribe, el transporte de las mercancías para el comercio nacional e internacional se realizó, primeramente, a través del Camino Real, y posteriormente, el Camino de Mulas, los cuales comunicaban el Valle Central de Costa Rica con la ciudad de Puntarenas, principal puerto del Pacífico, y con Nicaragua y Panamá.
A partir de los años 1840, se empezó a dar un auge del cultivo del café, el cual llegó a convertirse en el producto de exportación más importante del país, desarrollándose un modelo agroexportador que propició el desarrollo del país, vendiéndose el producto principalmente a Inglaterra. No obstante, el transporte del café desde la Meseta Central hasta el puerto de Puntarenas requería de un gravoso viaje de tres días en carreta atravesando los montes del Aguacate, enfrentando caminos en mal estado y llenos de peligros. A esto se sumaba que, el precio del flete desde Puntarenas hasta Europa implicaba un aumento de los costos y una menor ganancia, además de un viaje más prolongado de casi medio año, dado que el viaje por barco implicaba bordear el Cabo de Hornos, mientras que la travesía por el Atlántico tomaba solamente seis semanas.
El primer intento de abrir un camino hacia el Caribe se dio durante el gobierno de Braulio Carrillo Colina, cuando en 1843 abrió el llamado Camino de Carrillo, una trocha destinada a abrir una vía que llegase hasta el río Sarapiquí y de este modo conectarse con Matina y el puerto nicaragüense de San Juan del Norte.
En 1871, se suscribió un nuevo contrato entre Tomás Guardia Gutiérrez y Henry Meiggs, quien por entonces había dirigido la construcción de ferrocarriles en Chile y Perú. Meiggs envió a su sobrino, Henry Meiggs Keith, a Costa Rica, para llevar a cabo los estudios sobre la viabilidad del proyecto, y posteriormente se firmó un contrato entre John Meiggs, hermano y apoderado general de Henry Meiggs, y el ministro de Guerra, Marina y Fomento de Costa Rica, Manuel Alvarado Barroeta, en el cual Meiggs se comprometía a terminar el proyecto en un lapso de tres años por un precio de 1.6 millones de libras esterlinas. El contrato fue aprobado en septiembre de 1871 por el gobierno de Costa Rica, con la condición de mantener en secreto la negociación, para evitar la oposición al proyecto que se manifestaba en algunos sectores de la sociedad nacional. Se firmó un empréstito con la empresa financiera inglesa Bischoffsheim y Goldschmidt por un millón de libras esterlinas, pues el presidente Guardia presumía que el resto se podía sufragar con recursos nacionales. A pesar de las buenas expectativas del proyecto, el pago de las primeras comisiones y la anualidad para la financiera británica deparó únicamente 450 000 libras esterlinas al gobierno, cantidad que no podía cubrir la construcción, por lo que el ministro Alvarado fue enviado a Inglaterra para buscar más financiamiento. Alvarado firmó un nuevo empréstito por 2.4 millones de libras esterlinas con la financiera Knowles y Foster, pero solamente 900 000 libras esterlinas llegaron a manos del gobierno, nuevamente por un sinfín de maniobras financieras, pagos y comisiones. Para finales de 1872, la deuda externa del país se había inflado a 3.4 millones de libras esterlinas, sin haberse concluido la vía férrea.
Luego se trasladó a manos de su sobrino, Minor Cooper Keith, para iniciar la construcción de un ferrocarril hacia el Mar Caribe, llamado "Ferrocarril Nacional".  Keith construyó 43 kilómetros entre Alajuela y Cartago, antes de que el contrato fuera roto por parte del gobierno debido al poco avance de la obra; así como otras obras menores del lado de la vertiente Caribe, que salía del costado norte de los talleres del ferrocarril en la Ciudad de Limón, hacia el norte por donde discurre la Ruta 240 hasta Moín, y de allí al antiguo asentamiento de Zent Viejo a orillas del Río Pacuare, en el Cantón de Matina.  Existía un puente negro que cruzaba el Río Pacuare de Zent Viejo a las cercanía de Corina.
En 1879, el gobierno de Guardia firmó un nuevo contrato con Minor Cooper Keith para reactivar el Ferrocarril Nacional, quien se había asentado en Limón para iniciar el cultivo del banano, para lo cual recibió una concesión de tierras a lo largo de la cual construyó un ferrocarril, llamado "Ferrocarril de Costa Rica" para el transporte de banano. Esto dio inicio a la United Fruit Company en Costa Rica. Este ferrocarril es la llamada "línea vieja" que recorre del puerto de la Ciudad de Limón hasta Guápiles y más allá del cruce la Ruta 32 con la Ruta 4, muy cerca del puente sobre el Río Sucio (sobre la Ruta 32).  La terminación de este ferrocarril llegaba muy convenientemente hasta la Aduana Nacional ubicada en la márgenes del Río Sucio; donde comenzaba el llamado "Camino de Carrillo".  La siembra de banano fue el impulso definitivo que necesitaba el ferrocarril, cuyos principales trabajos se dieron durante el gobierno de Próspero Fernández Oreamuno. En 1890, durante el gobierno de José Joaquín Rodríguez Zeledón, se terminó el ferrocarril con la conexión definitiva entre San José y Limón.

### Accidentes
En 1926 ocurre en esta línea el accidente ferroviario del río Virilla, en el tramo entre Heredia y San José, considerado el peor accidente ferroviario del país con un saldo de 385 muertes. 

### Cierre técnico de Incofer
Los servicios de esta línea se cancelan en 1995 durante la administración de José María Figueres Olsen, debido a que el Incofer es cerrado mediante Decreto SCD-106-95 del 28 de junio.

### Década de 2010
Los ramales del ferrocarril en la provincia de Limón se siguieron utilizando para transporte de acero para la empresa ArcelorMittal, y por muchos años para el transporte de banano para la empresa Dole Food Company, hasta que esta cerró sus operaciones de logística en el país.